# میلاد پیامبر

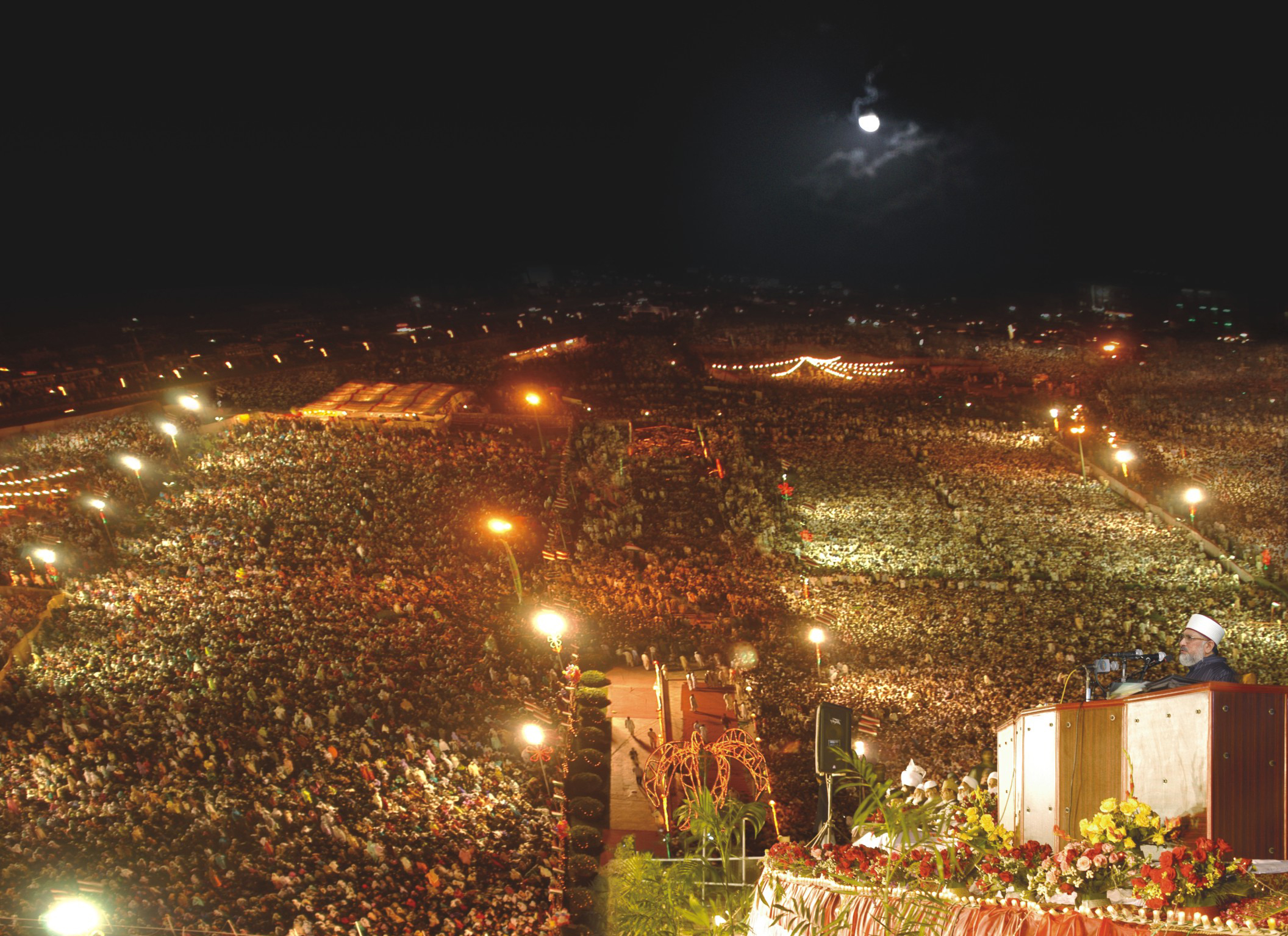
عالمی جشن میلاد پیامبر در لاهور، پاکستان

میلاد پیامبر یا عید مولود (به عربی: مَوْلِدُ النَبِیِّ یا المولد النبوی الشریف)، سالروز زاده‌شدن پیامبر اسلام، محمد بن عبدالله و یکی از اعیاد بزرگ اسلامی است. اگرچه تاریخ دقیق ولادت پیامبر اسلام مشخص نیست، اهل سنت و برخی از شیعیان این جشن را در ۱۲ ربیع‌الاول برگزار می‌کنند و شیعیان ۱۷ ربیع‌الاول را جشن می‌گیرند. اکثر مسلمانان و دولت‌های اسلامی این روز را جشن می‌گیرند و به خاطر تولد او به شادمانی می‌پردازند، خیابان‌ها را آذین می‌بندند و صدقات و خیرات می‌نمایند. در مساجد نیز مجالسی برگزار می‌کنند و اشعاری به نام مولودی در مدح پیامبر اسلام می‌خوانند، سیره او را بیان می‌دارند و با شیرینی‌جات از مردم پذیرایی می‌نمایند.

## تاریخچه
این جشن‌ها برای اولین بار به صورت عمومی در مصر در سال ۱۱۰۰ میلادی (اواخر قرن پنجم هجری) برگزار شد. خلفای فاطمی مذهب اسماعیلیه شیعه، ولادت پیامبر، علی بن ابی‌طالب، فاطمه زهرا، و خلیفهٔ وقت فاطمی را جشن می‌گرفتند. این جشن‌ها به صورت اهدای هدیه و ایراد خطبه‌ها انجام می‌شد. بعدها این جشن‌ها تقریباً به فراموشی سپرده شدند. منشأ بسیاری از جشن‌های مسلمانان سنی به سال ۱۲۰۷ میلادی برمی‌گردد که در آن مظفرالدین گوکبری (شوهرخواهر صلاح‌الدین ایوبی) در اربیل به مدت یک ماه جشن‌هایی را برای میلاد پیامبر برگزار کرد. اگرچه رهبران مذهبی این جشن را به رسمیت نشناختند، به تدریج این عید به مناطق دیگر مسلمان‌نشین منتشر شد.

## نظر اهل سنت

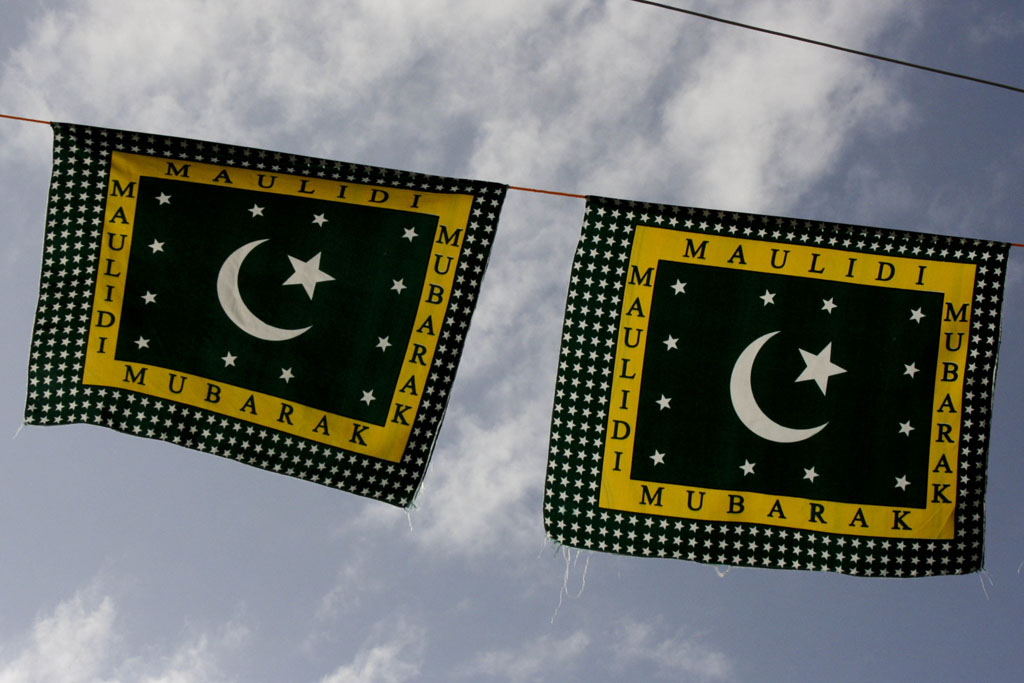
برنوشته‌ای برای تبریک میلاد پیامبر در دارالسلام، تانزانیا

اهل سنت در طول تاریخ و تاکنون مراسم میلاد پیامبر را نیک می‌شمرده‌اند و بسیاری از علمای اهل سنت (مانند ابن اثیر، ابن جوزی، شمس‌الدین سخاوی و ابن کثیر) کتاب‌هایی ویژه میلاد پیامبر نگاشته‌اند و حتی معتقدند مستحب بودن روزهٔ دوشنبه‌ها به خاطر یادبود میلاد پیامبر است. از میان کشورهای اسلامی، تنها کشوری که در آن میلاد پیامبر تعطیل نیست، عربستان و قطر است. در تقویم رسمی عراق نیز روز ۱۲ ربیع‌الاول به عنوان تولد پیامبر تعطیل رسمی است.

## نظر شیعیان
شیعیان نیز علاوه بر میلاد پیامبر، برای میلاد سایر چهارده معصوم، مراسم جشن و شادی برگزار می‌کنند؛ و به ویژه روز میلاد مهدی را به‌طور ویژه‌تر برگزار می‌نمایند، و با چراغانی کردن خیابان‌ها و دادن شربت و شیرینی به استقبال آن می‌روند.

## هفته وحدت

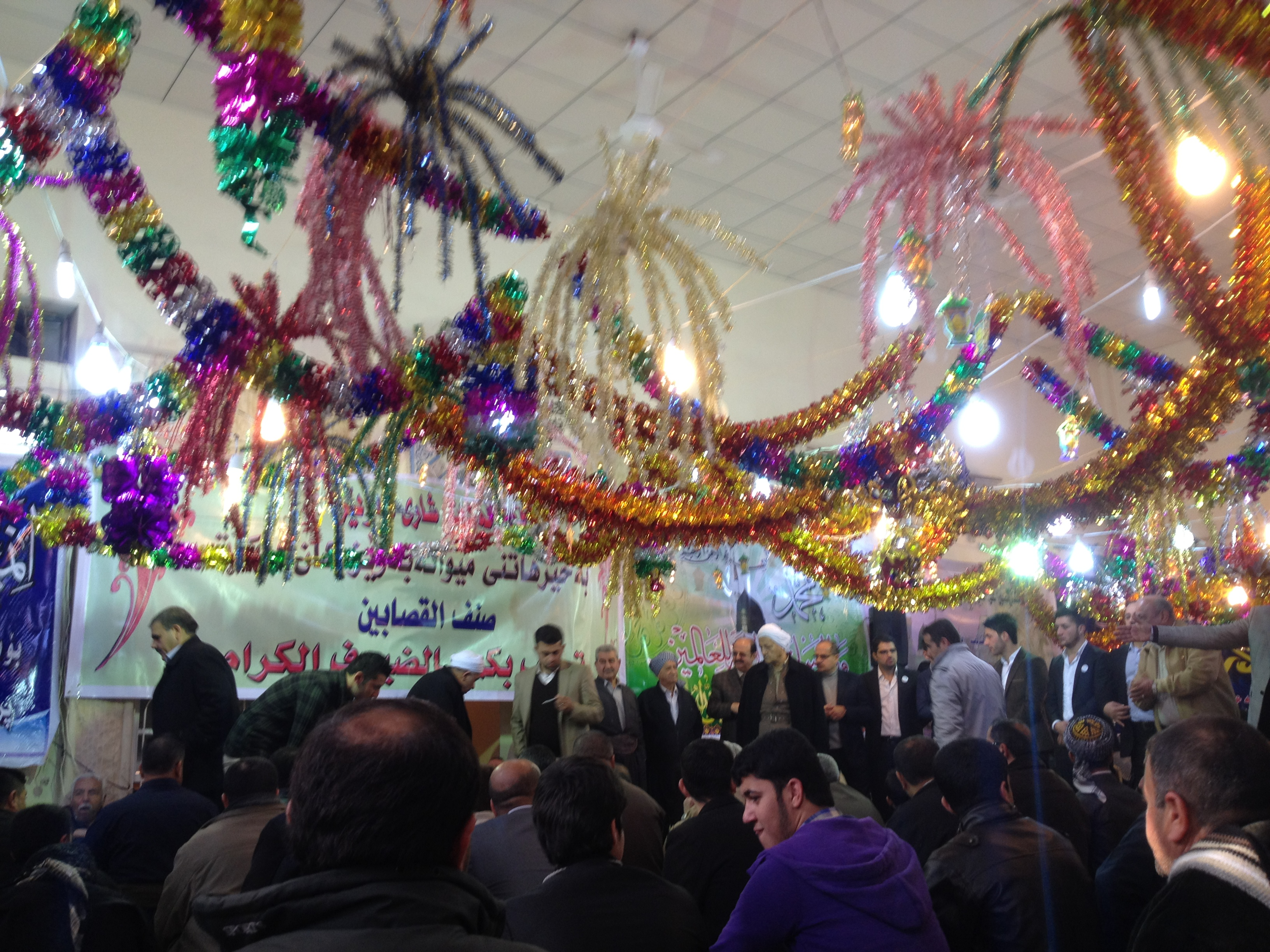
جشن میلاد پیامبر در اربیل، کردستان

فاصله میان ۱۲ ربیع‌الاول که سالگرد ولادت پیامبر اسلام بنا بر روایات أهل سنت و برخی از شیعیان تا ۱۷ ربیع‌الاول که سالگرد ولادت پیامبر اسلام بنا بر روایات شیعه است، به ابتکار و پیشنهاد آیت الله حسینعلی منتظری و حمایت آیت الله خمینی به عنوان هفته وحدت نامگذاری شده است. طی این اقدام، مسئله‌ای که شاید می‌توانست عاملی برای تشدید اختلافات میان مسلمانان شیعه و سنی باشد، موجب وحدت آفرینی بیشتر میان مسلمانان شد. در این راستا سازمانی رسمی با نام مجمع جهانی تقریب مذاهب اسلامی رسماً در حال فعالیت است و هر ساله در تهران و در هفته وحدت کنفرانس بین‌المللی وحدت اسلامی را برگزار، و علمای بزرگ را از کشورهای مختلف دور هم جمع می‌کند، که همواره از رهبر ایران تا همه مسولین تأکید دارند که وحدت میان مسلمانان باید ایجاد و عوامل تفرقه خشکانده شود. با توجه به تفرقه افکنی‌های دشمنان اسلام در میان مسلمین، وحدت اسلامی مورد تأکید علمای سنی و شیعه قرار دارد.

## در هند

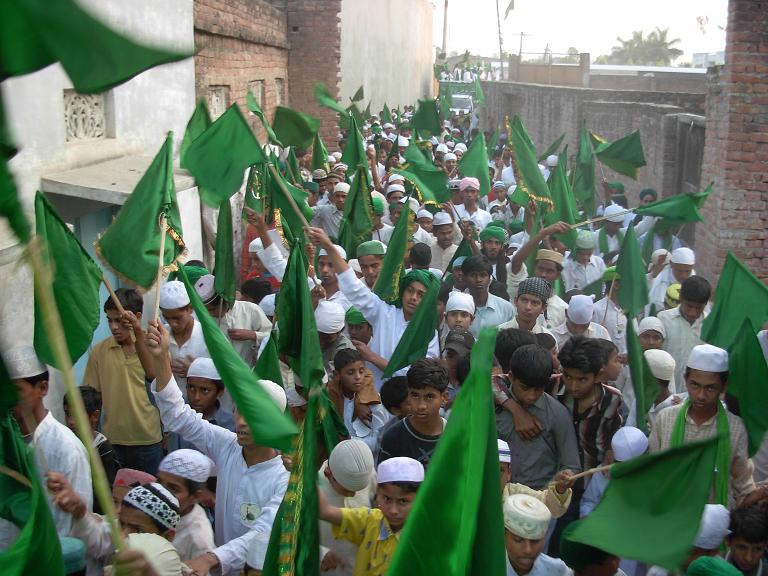
جشن میلاد در هند

جشنوارهٔ عید میلاد که عموماً به دوازدهمین روز باره وفات مشهور است، یکی از مهم‌ترین فستیوال‌ها در تقویم اسلامی ست. این روز، روز بزرگداشت تولد و همچنین فوت محمد، پیامبر اسلام است که در روز دوازدهم از سومین ماه (ربیع‌الاول) در تقویم اسلامی اتفاق می‌افتد.
برگزاری گفتمان‌های دینی، خواندن قرآن کریم و دادن صدقه به افراد فقیر از مراسم این روز است. انواع مختلفی از شیوه و آیین‌ها در این روزها دنبال می‌شوند. ارائه موعظه در مساجد توسط مردان آموزش دیده، با تمرکز بر زندگی و اعمال پیامبر اسلام از دیگر مراسم این روز است.
مراثی به یاد روز آخر حیات پیامبر خوانده می‌شود. روز دوازدهم یا اورس دعا خواندن و صدقه دادن قابل مشاهده است.
در هند، با این حال، این یاد بود به‌طور عمده شامل مراسم دسته‌های خیابانی است که نعت‌ها (اشعار ستایش محمد و اعمال او) خوانده می‌شود و وعاظ، در مورد زندگی و آموزه‌های پیامبر صحبت می‌کنند.
در مکان‌هایی مانند بمبئی، صدها اجتماعات مردمی، مراکز خرید را تزئین می‌کنند و کودکان و مردان جوان در مساجد با دعا و نیایش این پروسه را برگزار می‌کنند.
در لکنو، مراسم میلاد، جاذبهٔ اصلی ست که توسط هزاران نفر از ارادتمندان اهل سنت برگزار می‌شود. جوانان و کودکان در قالب بخشی از دسته اسب سواران آهنگ‌های مذهبی می‌خوانند.
سنت جشن تولد محمد در مقیاس بزرگ در مصر توسط فرزندان دختری او (فاطمه) آغاز شد، این مراسم به‌طور عمده توسط علمای مذهبی و تشکل‌های دینی جشن گرفته می‌شد. آن‌ها گرد هم می‌آمدند برای شنیدن موعظه و توزیع شیرینی و صدقه و به ویژه عسل، که مورد علاقهٔ پیامبر بود.
مولود
عیدمیلاد، مولود نیز نامیده می‌شود. از آن جا که عید محمد است و آهنگ‌هایی که در تمجید محمد خوانده می‌شود، مولودی نام دارد. از قرون وسطی، اعتقاد بر این بود که، گوش دادن به تلاوت مولودی نه تنها پاداش دنیوی بلکه آسمانی بیش از حد خواهد داشت.
باره وفات
این مراسم به عنوان باره وفات هم شناخته شده که دوازده روز از بیماری پیامبر، هنگام وفاتش هست. در این روز مناسبت‌هایی برای هر دو منظور شادی و سوگواری، برگزار می‌شود. فرقه اهل سنت و مذهب شیعه برداشت مختلفی برای تجلیل این روز دارند.
جشن توسط مسلمانان شیعه

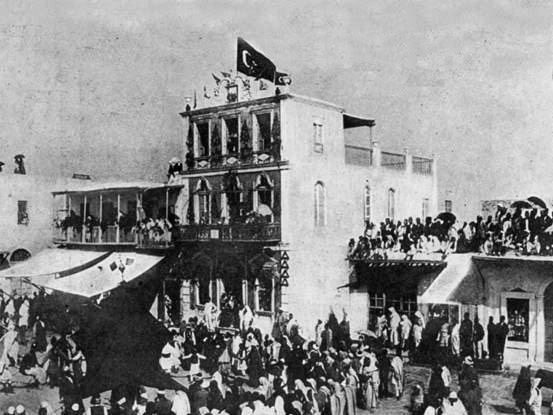
جشن میلاد پیامبر در بنغازی در سال ۱۸۹۶ (زمان امپراتوری عثمانی)

مسلمانان شیعه این روز را به یاد این جشن می‌گیرند که محمد، علی را به عنوان جانشین خود در غدیر خم انتخاب کرد. این مناسبت نمادی از حبیله است (زنجیره‌ای از امامت یا رهبر بعدی).
عید میلاد و عید آل غدیر دو نام برای یک روز، به دو دلیل مختلف است:
عید میلاد یا عید میلاد النبی: این نام به مناسبت تولد محمد و سالگرد وفات او استفاده می‌شود.
عید الغدیر: این نام به علامت محول کردن زمام معنوی و روحانی به علی در غدیر خم است. (مسیر بین سوریه و یمن).
در این روز، مؤمنان برای خواندن نماز مخصوص و شکرگزاری خدا برای نعمتهایش و ارسال محمد به همراه پیام خود برای هدایت مردم، گرد هم می‌آیند.
مسلمانان شیعه نیز در این روز سوگواری می‌کنند، به عنوان روزی که پیامبر درگذشت.
فرقهٔ بهره، بخشی از مذهب شیعه نیز مناسبات دوازده روز اول ماه ربیع‌الاول را با نماز خواندن برگزار می‌کنند. دعا خواندن هم در مساجد برای تمام دوازده روز برگزار می‌شود. بسیاری از بهره‌ها زیارت می‌خوانند (یک شکل از دعا است که به صورت یک جلسه اجرا می‌شود که یک نفر دعا می‌خواند و شما هم او را همراهی می‌کنید).
جشن توسط مسلمانان سنی

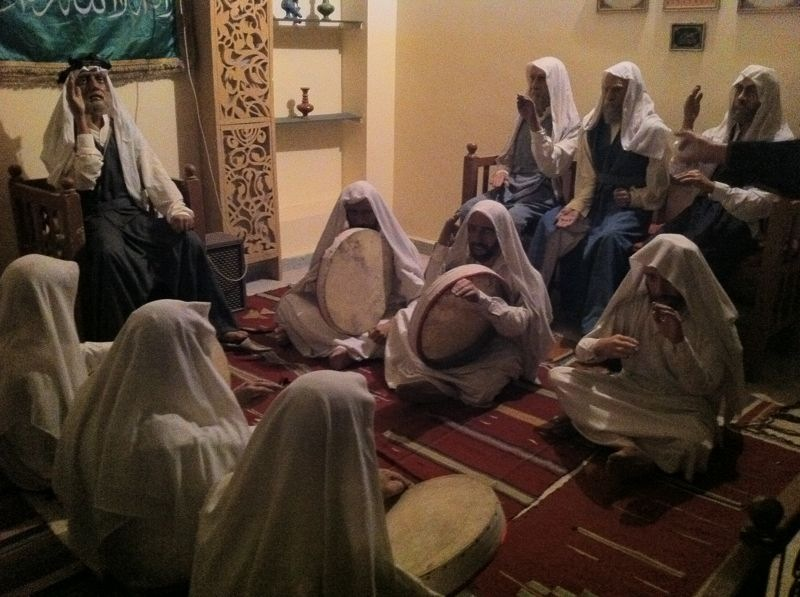
جشن میلاد توسط صوفیان عراقی در بغداد

نماز (دعا) در طول ماه برگزار می‌شود. در روز دوازدهم ماه، مسلمانان از پیامبر و آموزه‌های او تجلیل می‌کنند. عزاداری در این روز هرگز تجربه نمی‌شود چرا که طبق باور مسلمانان سنی عزاداری برای درگذشتگان، فراتر از سه روز، به روح رفتگان لطمه می‌زند.
در هند، مردم با ذکرهایی برای ستایش از محمد و علی این مناسبت را برگزار می‌کنند. این مراسم با میوه‌ها، گل‌ها یا حتی صحنه‌هایی که وقایع مذهبی را به تصویر می‌کشند، تزئین می‌شود. ظرف شیرینی «خیر» (فرنی شیرین ساخته شده از برنج یا رشته فرنگی), به عنوان یک سنت در خانه‌های مسلمانان تهیه می‌گردد.
"اورس" یا "صندل"
این مراسم که در برخی از بخش‌های هند انجام می‌شود، چیزی نیست جز یک حرکت دسته جمعی. بازنمود نمادین محمد است که در یک تابوت شیشه‌ای قرار می‌گیردو به صورت دسته جمعی، حمل می‌شود.
رد پا نمادین از پیامبر اسلام حک شده بر سنگ، یک نماد از براق و و اسب، که طبق اعتقاد بر صعود به آسمان (بهشت) پیامبر است، در نزدیکی رد پا نگهداری می‌شود و با خمیر صندل مسح می‌شود. تابوت شیشه‌ای استادانه تزئین شده است. مراثی خوانده می‌شوند در حالی که مراسم در جریان است و تابوت حمل می‌شود. این مراسم «اورس» یا «صندل» نامیده شده.
دین اسلام چهار عید مختلف را جشن می‌گیرد، عید فطر (عید رمضان)، عید قربان (بکری عید) و عید میلاد (تولد محمد) و عید غدیر (شیعیان). همه این‌ها برای مناسبتهای مختلف مناسبند. محرم سال جدید اسلامی هست، اما زمان شادی و جشن نیست، زمانی برای به خاطر آوردن فداکاری‌ها و از خودگذشتگی‌های افراد مقدسی است
میلاد النبی از تعطیلات هند است و نیز به عنوان روز نبی، مولود، تولد محمد یا تولد پیامبر شناخته شده است.